# La Talaia (Miravet)
La Talaia és una muntanya de 391 metres que es troba entre els municipis del Pinell de Brai, a la comarca del Baix Ebre i de Miravet, a la comarca de la Terra Alta.